# Колервил (Калифорнија)
Колервил (енгл. Collierville) насељено је место без административног статуса у америчкој савезној држави Калифорнија.

## Демографија
По попису из 2010. године број становника је 1.934.
| Група             | 2000.    | 2010.         |
| Белци             | 0 (0,0%) | 1.308 (67,6%) |
| Афроамериканци    | 0 (0,0%) | 14 (0,7%)     |
| Азијати           | 0 (0,0%) | 49 (2,5%)     |
| Хиспаноамериканци | 0 (0,0%) | 518 (26,8%)   |
| Укупно            | 0        | 1.934         |